# Berkley (Massachusetts)
Berkley és una població dels Estats Units d'Amèrica a l'Estat de Massachusetts.

## Demografia
Segons el cens del 2000, Berkley tenia 5.749 habitants, 1.843 habitatges, i 1.566 famílies. La densitat de població era, doncs, de 134,2 habitants per km².
Dels 1.843 habitatges en un 47,1% hi vivien nens de menys de 18 anys, en un 73,8% hi vivien parelles casades, en un 7,5% dones solteres, i en un 15% no eren unitats familiars. En el 10,8% dels habitatges hi vivien persones soles el 3,9% de les quals corresponia a persones de 65 anys o més que vivien soles. El nombre mitjà de persones vivint en cada habitatge era de 3,11 i el nombre mitjà de persones que vivien en cada família era de 3,35.
Per edats la població es repartia de la següent manera: un 30,5% tenia menys de 18 anys, un 6% entre 18 i 24, un 36% entre 25 i 44, un 21,1% de 45 a 60 i un 6,5% 65 anys o més.
L'edat mediana era de 35 anys. Per cada 100 dones de 18 o més anys hi havia 97,3 homes.
La renda mediana per habitatge era de 66.295 $ i la renda mediana per família de 69.222 $. Els homes tenien una renda mediana de 45.154 $ mentre que les dones 31.639 $. La renda per capita de la població era de 21.652 $. Entorn del 0,7% de les famílies i el 2,5% de la població estaven per davall del llindar de pobresa.